# لامنکور
لامنکور (به فرانسوی: Lemoncourt) یک کمون در فرانسه است که در Canton of Delme واقع شده‌است.

## خصوصیات
لامنکور ۵٫۴۱ کیلومترمربع مساحت و ۵۹ نفر جمعیت دارد و ۲۶۵ متر بالاتر از سطح دریا واقع شده‌است.